# Матчи мужской сборной России по волейболу 2017
В 2017 году сборная России под руководством Сергея Шляпникова выиграла путёвку на чемпионат мира-2018, заняла 5-е место в розыгрыше Мировой лиги и стала победителем чемпионата Европы.

## Хроника сезона
2 февраля 2017 года в должности главного тренера сборной России был утверждён 55-летний Сергей Шляпников, известный по многолетней успешной работе с молодёжными и юниорскими сборными. Новый наставник подчеркнул, что стремится сохранить преемственность от коллектива, которым руководил Владимир Алекно, поэтому в штабе команды продолжили работу старший тренер Серджо Бузато и тренер-аналитик Юрий Булычев. В мае на сборе в Новогорске, куда были вызваны 25 волейболистов, сборная готовилась сразу к двум соревнованиям — отборочному турниру чемпионата мира и розыгрышу Мировой лиги.
В Таллине, где проходили матчи отбора на чемпионат мира, сборная России в борьбе за единственную прямую путёвку одержала 5 побед, встретив серьёзное сопротивление только в заключительном матче против хозяев турнира. В нём сборная Эстонии выиграла первую партию и могла рассчитывать на успех во второй, но выход на подачу вместо Ильи Власова Максима Жигалова изменил ситуацию. В одной расстановке россияне набрали 6 очков, в том числе 3 непосредственно с подачи, и превратили счёт 19:21 в 25:21. По ходу второй партии Сергей Шляпников поменял связующего и доигровщика, выпустив на площадку Дмитрия Ковалёва и Дмитрия Волкова, что также способствовало итоговой победе. В третьем и четвёртом сетах превосходство сборной России было уже неоспоримым.
Всего через пять дней после завершения турнира в Таллине команда Шляпникова провела стартовый матч Мировой лиги-2017 — последнего в истории розыгрыша самого престижного коммерческого турнира. Тренерский штаб сборной России освободил от участия в нём Сергея Гранкина, Юрия Бережко, Артёма Вольвича, Максима Михайлова и Артёма Ермакова, предоставив шанс проявить себя менее опытным игрокам. Капитаном и основным связующим команды на Мировой лиге вместо Гранкина стал Дмитрий Ковалёв, на позиции диагонального в стартовом составе во всех матчах выходил Максим Жигалов, большую игровую практику получили молодые доигровщики Дмитрий Волков и Егор Клюка, блокирующие Илья Власов и Ильяс Куркаев. На позиции либеро выступали дебютанты сборной — Роман Мартынюк и Артём Зеленков. Также в 2017 году в национальной команде дебютировали ещё 5 игроков: Вадим Лихошерстов, Павел Панков, Егор Феоктистов, Александр Кимеров и Александр Чефранов. После долгого перерыва вернулся в состав доигровщик Денис Бирюков.
Сборная России начала Мировую лигу в Казани яркой победой над Аргентиной, а затем проиграла действующим на тот момент чемпионам Европы французам и сборной Болгарии, ведя 2:0 по сетам и 20:18 в третьей партии. Во втором туре, проходившем в По, из-за проблем со здоровьем небольшое игровое время получал Дмитрий Ковалёв (его заменил Сергей Антипкин), выбыл из состава Денис Бирюков, а Егор Клюка и Александр Кимеров вовсе пропустили французский уик-энд. Российская команда, самым слабым элементом игры которой являлось качество приёма, вновь смогла добиться лишь одной победы при двух поражениях и опустилась на 10-е место в турнирной таблице из 12 команд. Однако на третьем туре в Польше подопечные Сергея Шляпникова выиграли все 3 матча, поднялись на 4-е место и завоевали право выступить в «Финале шести». В состав сборной вернулись Ковалёв и Клюка, но в самом начале матча против сборной Польши в результате неудачного приземления после блокирования травмировался Илья Власов. Матч с хозяевами тура завершился победой россиян в трёх партиях, а залогом успеха стала стабильная игра в нападении Максима Жигалова, наладившийся приём и собственная подача. Победное очко в первом сете заработал планером Вадим Лихошерстов, а ключевым моментом третьей партии стали три подряд эйса в исполнении Дмитрия Волкова. Через два дня россияне вырвали победу в пяти партиях у сборной США, прервав длившуюся с 2014 года серию из 8 поражений подряд от этого соперника, а напоследок разгромили сборную Ирана.
«Финал шести» Мировой лиги проходил на футбольном стадионе «Арена Байшада» в Куритибе. Два матча группового мини-турнира продемонстрировали нестабильность обновлённой российской команды и одновременно её высокий потенциал. В первом матче дружина Сергея Шляпникова уступила со счётом 0:3 также заметно обновившейся сборной Канады, провалив прежде всего игру в атаке, но на следующий день дала сборной Бразилии, в составе которой выступали семь чемпионов Олимпийских игр в Рио-де-Жанейро. Матч растянулся на пять сетов и завершился после двух ошибок россиян при счёте 14:14 в решающей партии. Таким образом российская команда, впервые с 2014 года пробившаяся в финальный этап Мировой лиги, заняла по его итогам 5-е место.
С 11 по 13 августа в Кракове сборная России в рамках подготовки к чемпионату Европы сыграла на традиционном Мемориале Вагнера. Из числа участников Мировой лиги в команде остались 5 волейболистов: Дмитрий Волков, Максим Жигалов, Ильяс Куркаев, Роман Мартынюк и Егор Феоктистов. Как и планировалось изначально, к сборной в преддверии чемпионата Европы присоединились Сергей Гранкин, Юрий Бережко, Артём Вольвич и Максим Михайлов. Перенёсшего после Мировой лиги операцию Дмитрия Ковалёва заменил Александр Бутько. Также в сборную были вызваны Андрей Ащев, Александр Маркин, Алексей Остапенко и Валентин Голубев. По итогам Мемориала Вагнера российская команда заняла 3-е место, взяв верх над канадцами (3:1) и уступив в пятисетовых матчах французам и полякам. Важное значение имела возможность адаптироваться к особенностям «Таурон Арены», на которой россиянам менее чем через две недели предстояло начать выступление на европейском первенстве. В заявке на главный турнир года Маркина и Остапенко заменили Егор Клюка и Илья Власов.
В стартовом матче чемпионата Европы сборная России со счётом 3:0 обыграла главного соперника по групповому этапу — сборную Болгарии и сделала весомую заявку на прямой выход в четвертьфинал с первого места в группе. На подаче Максима Михайлова россияне добились преимущества в дебюте встречи (7:2), и хотя болгары по ходу партии смогли отыграть отставание и даже немного выйти вперёд (20:19), концовка сета осталась за Россией. Похожим образом развивались события во второй партии, где избежать равной концовки помог своевременный выход на замену главного джокера российской команды — Максима Жигалова, на подаче которого удалось набрать 3 очка подряд. В третьем сете решающее ускорение началось благодаря Юрию Бережко, заработавшему два очка в атаке и ещё одно блоком при счёте 13:14. Последние очки в сете и матче набрали всё тот же Бережко и Сергей Гранкин одиночными блоками. В целом сборная России показала сбалансированную игру во всех элементах. Хороший приём позволял Гранкину активно задействовать нападающих первого темпа, и Артём Вольвич с Ильясом Куркаевым уверенно реализовали 13 атак из 17.
Следующим матчем сборной России был непростой поединок со сборной Словении — вице-чемпионом Европы-2015 и победителем второй группы Мировой лиги-2017. По ходу первых двух партий россияне почти постоянно находились в роли догоняющих, а словенцы в обоих случаях добирались до счёта 24:22. Избежать поражения в первом сете помогли два подряд блока Дмитрия Волкова и эйс Максима Жигалова, а точку во второй партии поставил Илья Власов, одной рукой накрывший атаку соперника. В третьей партии сборная Словении вновь вышла вперёд — 21:20, но появившийся в ходе двойной замены Жигалов отличился в атаке, а затем оформил победу двумя подряд эйсами. В заключительной игре группового этапа со сборной Испании у россиян была только одна сложная концовка — в третьем сете, когда соперники повели со счётом 22:19, но и здесь команда Сергея Шляпникова уверенно вышла победителем из сложного положения. Три заключительных очка записал на свой счёт Дмитрий Волков. В составе россиян первый матч на турнире провёл Егор Клюка, ещё не полностью восстановившийся после травмы.
Соперником сборной России по четвертьфиналу стала Словения, днём ранее выбившая из турнира сборную Польши. Матч с уже знакомым по Евро-2017 соперником полностью прошёл под диктовку сборной России. Особенно внушительным оказалось итоговое превосходство на блоке — 13:2. Выше всяких похвал сыграли российские принимающие, а Юрий Бережко вовсе обеспечил связующему 79 % хорошей доводки, что позволяло вести быструю игру и равномерно нагружать всех нападающих. Не менее уверенно сборная России разобралась в полуфинале с бельгийцами. Лучшим игроком встречи стал Дмитрий Волков. Он реализовал 63 % собственных атак, поставил 4 из 7 результативных блоков команды и исполнил два эйса, всего заработав 18 очков. Сборная России подошла к финалу с абсолютным результатом — 5 побед с общим счётом 15:0.
В главном матче XXX чемпионата Европы сборная России встречалась с командой Германии. В первом сете россияне уже привычным на этом турнире образом захватили лидерство — 7:2, но немцы усилиями прежде всего Георга Грозера ликвидировали отставание — 14:14. К этому моменту Юрия Бережко заменил Егор Клюка, который помог вернуть небольшое преимущество, а в концовке вновь сработал выход на подачу Максима Жигалова. Во второй партии у сборной России совершенно разладилось нападение (36 % эффективности и лишь 12 % у Максима Михайлова), и в итоге немцы сравняли счёт в матче. В третьем сете завязалась равная игра, а победу в нём предопределили появление на площадке Александра Бутько, которому удалось оживить атаку Михайлова, и очередной эйс вышедшего на замену при счете 22:21 Жигалова. Однако немцы не были сломлены и очень уверенно (25:17) взяли четвёртую партию. У сборной России снова начались проблемы с атакой, в то время как немцы поставили за сет 5 результативных блоков. На решающую партию в составе сборной России вышли Бутько, Михайлов, Волков, Клюка, Куркаев, Вольвич и либеро Мартынюк. Поведя 2:0, россияне вскоре уже уступали — 2:5. После взятого Шляпниковым тайм-аута удалось сравнять счёт — Клюка успешно отыгрался от блока, а Михайлов дважды затруднил немцам приём. Через несколько розыгрышей трёхочковым преимуществом владела уже сборная России, но соперник сохранял интригу до последнего. После атаки Грозера и эйса Дениса Калиберды в запасе у россиян осталось только одно очко — 13:12. При этом счёте Михайлов заработал два матчбола, а затем сам же реализовал второй из них. Вырвав победу в тяжелейшем матче, сборная России завоевала первый трофей после сентября 2013 года, когда под руководством Андрея Воронкова впервые выиграла золото чемпионата Европы.
Самым ценным игроком европейского первенства признали Максима Михайлова, а лучшим связующим — капитана российской команды Сергея Гранкина. Они наряду с Андреем Ащевым и Артёмом Вольвичем стали двукратными чемпионами Европы. В символическую сборную Евро-2017 организаторы также включили Дмитрия Волкова. Подводя итог выступления, Сергей Шляпников сказал:
Мы собрали именно тех ребят, которые могли сделать результат в данный момент. Ни в ком не ошиблись. У нас получился тот самый сплав опыта и молодости, который помог нам одержать такую важную, нужную победу… Команды годами делаются, а мы этим составом играем всего полтора месяца. Поэтому есть шероховатости. Но и потенциал есть.

## Статистика матчей
В 2017 году сборная России провела 22 матча, из которых 16 выиграла.
| № 1 (638) | 24 мая. Таллин. Черногория — Россия — 0:3 (17:25, 16:25, 19:25). Отборочный турнир чемпионата мира                    |
| Черногория: Симо Дабович — 2 (2, 0, 0), Милош Чулафич — 12 (10, 1, 1), Воин Чачич — 7 (7, 0, 0), Марко Боич — 7 (7, 0, 0), Лука Бабич — 4 (2, 1, 1), Гойко Чук — 7 (6, 0, 1), Никола Лакчевич (л), Любомир Попович (л), Никола Радонич, Божидар Чук — 2 (1, 1, 0), Марко Вукасинович — 1 (1, 0, 0). Россия: Сергей Гранкин, Максим Михайлов — 14 (11, 1, 2), Юрий Бережко — 5 (3, 2, 0), Егор Клюка — 9 (8, 1, 0), Артём Вольвич — 9 (8, 0, 1), Ильяс Куркаев — 5 (5, 0, 0), Артём Ермаков (л), Роман Мартынюк (л), Дмитрий Ковалёв, Максим Жигалов — 4 (3, 0, 1), Дмитрий Волков — 5 (5, 0, 0), Илья Власов — 2 (1, 1, 0). Очки — 61:75 (атака — 36:44, блок — 3:5, подача — 3:4, ошибки соперника — 19:22). Время матча — 1:19. Kalev Sports Hall. 125 зрителей. Отчёт.                                                                                | |
| № 2 (639) | 25 мая. Таллин. Россия — Румыния — 3:0 (25:18, 25:20, 25:21). Отборочный турнир чемпионата мира                       |
| Россия: Дмитрий Ковалёв — 2 (1, 0, 1), Максим Михайлов — 13 (10, 0, 3), Юрий Бережко — 10 (8, 1, 1), Егор Клюка — 9 (9, 0, 0), Артём Вольвич — 9 (7, 2, 0), Ильяс Куркаев — 1 (1, 0, 0), Артём Ермаков (л), Роман Мартынюк (л), Илья Власов — 7 (5, 2, 0), Дмитрий Волков — 2 (1, 0, 1), Максим Жигалов — 1 (1, 0, 0). Румыния: Кристиан Барта — 1 (1, 0, 0), Чиприан Матей — 7 (7, 0, 0), Мариан Бала — 5 (5, 0, 0), Роберт Ачобанитей — 5 (4, 0, 1), Разван Олтяну — 5 (4, 1, 0), Андрей Спину — 2 (2, 0, 0), Влад Кантор (л), Михай Марьес (л), Богдан Ене — 4 (3, 1, 0), Андрей Георгеску — 1 (0, 1, 0), Николае Гьоня — 1 (1, 0, 0), Габриэль Кербелята — 3 (3, 0, 0), Сербан Паскан — 1 (1, 0, 0). Очки — 75:59 (атака — 43:31, блок — 5:3, подача — 6:1, ошибки соперника — 21:24). Время матча — 1:13. Kalev Sports Hall. 120 зрителей. Отчёт.   | |
| № 3 (640) | 26 мая. Таллин. Венгрия — Россия — 0:3 (18:25, 17:25, 16:25). Отборочный турнир чемпионата мира                       |
| Венгрия: Тамаш Касап — 1 (1, 0, 0), Кристиан Падар — 8 (8, 0, 0), Роланд Гердьэ — 6 (5, 0, 1), Сабольч Немет — 6 (6, 0, 0), Альпар Сабо — 1 (1, 0, 0), Йожеф Надь — 1 (1, 0, 0), Бенце Бозоки (л), Петер Папаи (л), Алекс Раша, Петер Юхас — 1 (1, 0, 0), Камерон Кеэн, Чанад Давид — 4 (4, 0, 0), Норберт Гебхардт. Россия: Дмитрий Ковалёв — 1 (0, 0, 1), Максим Жигалов — 12 (9, 0, 3), Юрий Бережко — 3 (3, 0, 0), Егор Клюка — 11 (10, 0, 1), Артём Вольвич — 6 (4, 2, 0), Ильяс Куркаев — 8 (4, 3, 1), Артём Ермаков (л), Роман Мартынюк (л), Сергей Гранкин — 2 (0, 2, 0), Максим Михайлов — 3 (1, 1, 1), Дмитрий Волков — 1 (1, 0, 0), Илья Власов — 4 (4, 0, 0), Вадим Лихошерстов — 2 (2, 0, 0). Очки — 51:75 (атака — 27:38, блок — 0:8, подача — 1:7, ошибки соперника — 23:22). Время матча — 1:12. Kalev Sports Hall. 265 зрителей. Отчёт. | |
| № 4 (641) | 27 мая. Таллин. Россия — Республика Косово — 3:0 (25:8, 25:8, 25:9). Отборочный турнир чемпионата мира                |
| Россия: Сергей Гранкин — 1 (1, 0, 0), Максим Жигалов — 17 (13, 2, 2), Дмитрий Волков — 12 (7, 1, 4), Юрий Бережко — 11 (7, 1, 3), Илья Власов — 10 (7, 2, 1), Вадим Лихошерстов — 6 (4, 1, 1), Артём Ермаков (л), Роман Мартынюк (л). Косово: Дритон Бютюки, Хайдарай Бардхюль — 4 (4, 0, 0), Хесет Арапи — 2 (2, 0, 0), Валон Ники — 2 (2, 0, 0), Фатон Мустафа — 1 (1, 0, 0), Дурим Редзхепи, Арменд Бериша (л), Эдмонд Дреногллава (л), Эгзон Каллудра, Дардан Хусай, Дрилон Тотай — 1 (0, 0, 1), Скендер Лайки, Адриатик Бериша — 2 (2, 0, 0), Албан Чета. Очки — 75:25 (атака — 39:11, блок — 7:0, подача — 11:1, ошибки соперника — 18:13). Время матча — 0:55. Kalev Sports Hall. 210 зрителей. Отчёт. | |
| № 5 (642) | 28 мая. Таллин. Эстония — Россия — 1:3 (25:21, 21:25, 18:25, 19:25). Отборочный турнир чемпионата мира                |
| Эстония: Керт Тообал — 3 (2, 1, 0), Оливер Венно — 7 (5, 0, 2), Роберт Тяхт — 12 (10, 0, 2), Андрус Раадик — 11 (10, 1, 0), Ардо Креэк — 13 (8, 5, 0), Андри Аганитс — 7 (4, 3, 0), Райт Рикберг (л), Ренеэ Теппан — 5 (3, 0, 2), Карли Аллик, Андрес Тообал. Россия: Сергей Гранкин — 2 (0, 1, 1), Максим Михайлов — 19 (15, 2, 2), Юрий Бережко — 4 (4, 0, 0), Егор Клюка — 13 (10, 1, 2), Артём Вольвич — 8 (4, 4, 0), Ильяс Куркаев — 3 (3, 0, 0), Артём Ермаков (л), Роман Мартынюк (л), Илья Власов — 9 (7, 2, 0), Дмитрий Ковалёв — 3 (1, 1, 1), Дмитрий Волков — 8 (6, 1, 1), Максим Жигалов — 3 (0, 0, 3). Очки — 83:96 (атака — 42:50, блок — 10:12, подача — 6:10, ошибки соперника — 25:24). Время матча — 1:56. Kalev Sports Hall. 1900 зрителей. Отчёт.                                                                                    | |
| № 6 (643) | 2 июня. Казань. Россия — Аргентина — 3:0 (25:17, 25:18, 25:19). Мировая лига. Интерконтинентальный раунд              |
| Россия: Дмитрий Ковалёв — 3 (1, 2, 0), Максим Жигалов — 18 (10, 2, 6), Денис Бирюков — 9 (7, 1, 1), Егор Клюка — 11 (7, 3, 1), Илья Власов — 7 (4, 3, 0), Ильяс Куркаев — 7 (6, 1, 0), Роман Мартынюк (л). Аргентина: Максимильяно Каванна — 2 (1, 1, 0), Герман Йохансен — 4 (3, 0, 1), Гонсало Кирога — 12 (12, 0, 0), Николас Бруно — 5 (4, 1, 0), Себастьян Соле — 4 (4, 0, 0), Пабло Крер — 5 (5, 0, 0), Алексис Гонсалес (л), Игнасио Фернандес (л), Кристиан Поглаен — 2 (2, 0, 0), Демиан Гонсалес, Сантьяго Дарраиду. Очки — 75:54 (атака — 35:31, блок — 12:2, подача — 8:1, ошибки соперника — 19:20). Время матча — 1:13. «Санкт-Петербург». 4100 зрителей. Отчёт. | |
| № 7 (644) | 3 июня. Казань. Россия — Франция — 1:3 (13:25, 20:25, 25:22, 21:25). Мировая лига. Интерконтинентальный раунд         |
| Россия: Павел Панков — 2 (1, 1, 0), Максим Жигалов — 17 (11, 4, 2), Денис Бирюков — 15 (10, 4, 1), Егор Клюка — 11 (10, 1, 0), Илья Власов — 10 (6, 4, 0), Ильяс Куркаев — 5 (2, 3, 0), Роман Мартынюк (л), Артём Зеленков, Дмитрий Ковалёв, Александр Кимеров — 2 (2, 0, 0). Франция: Бенжамен Тоньютти — 1 (1, 0, 0), Стефан Буайе — 18 (13, 3, 2), Тревор Клевено — 17 (15, 1, 1), Жюльен Линель — 18 (13, 1, 4), Кевин Ле Ру — 8 (5, 1, 2), Николя Ле Гофф — 8 (4, 4, 0), Женя Гребенников (л), Антуан Бризар, Жан Патри, Тибо Россар. Очки — 79:97 (атака — 42:51, блок — 17:10, подача — 3:9, ошибки соперника — 17:27). Время матча — 1:39. «Санкт-Петербург». 5800 зрителей. Отчёт. | |
| № 8 (645) | 4 июня. Казань. Россия — Болгария — 2:3 (25:21, 25:15, 22:25, 25:27, 13:15). Мировая лига. Интерконтинентальный раунд |
| Россия: Дмитрий Ковалёв — 3 (1, 2, 0), Максим Жигалов — 17 (16, 1, 0), Денис Бирюков — 12 (6, 6, 0), Егор Клюка — 12 (8, 3, 1), Илья Власов — 10 (6, 4, 0), Ильяс Куркаев — 9 (6, 2, 1), Роман Мартынюк (л), Павел Панков — 3 (0, 0, 3), Дмитрий Волков — 8 (6, 0, 2). Болгария: Георгий Братоев — 1 (0, 1, 0), Цветан Соколов — 21 (18, 2, 1), Тодор Скримов — 11 (8, 0, 3), Николай Пенчев — 3 (3, 0, 0), Теодор Тодоров — 1 (1, 0, 0), Николай Николов — 10 (6, 3, 1), Теодор Салпаров (л), Розалин Пенчев — 14 (13, 1, 0), Владислав Иванов, Георгий Сеганов — 1 (1, 0, 0), Виктор Йосифов — 10 (6, 2, 2). Очки — 110:103 (атака — 49:56, блок — 18:9, подача — 7:7, ошибки соперника — 35:32). Время матча — 2:15. «Санкт-Петербург». 4100 зрителей. Отчёт.                                                                                         | |
| № 9 (646) | 9 июня. По. Франция — Россия — 3:1 (25:12, 22:25, 25:21, 25:18). Мировая лига. Интерконтинентальный раунд             |
| Франция: Бенжамен Тоньютти — 3 (2, 0, 1), Стефан Буайе — 20 (16, 1, 3), Тревор Клевено — 16 (12, 4, 0), Жюльен Линель — 9 (9, 0, 0), Кевин Ле Ру — 12 (5, 5, 2), Николя Ле Гофф — 5 (2, 3, 0), Женя Гребенников (л), Антуан Бризар, Жан Патри — 2 (2, 0, 0), Тибо Россар — 6 (4, 0, 2). Россия: Дмитрий Ковалёв — 3 (1, 2, 0), Максим Жигалов — 8 (8, 0, 0), Дмитрий Волков — 12 (10, 0, 2), Денис Бирюков — 2 (2, 0, 0), Илья Власов — 7 (5, 2, 0), Ильяс Куркаев — 12 (8, 4, 0), Роман Мартынюк (л), Сергей Антипкин — 4 (0, 0, 4), Егор Феоктистов — 7 (6, 0, 1). Очки — 97:76 (атака — 52:40, блок — 13:8, подача — 8:7, ошибки соперника — 24:21). Время матча — 1:48. Palais des sports. 6000 зрителей. Отчёт. | |
| № 10 (647) | 10 июня. По. США — Россия — 3:0 (25:20, 25:22, 25:22). Мировая лига. Интерконтинентальный раунд                       |
| США: Мика Кристенсон — 3 (2, 0, 1), Бенжамин Патч — 15 (14, 0, 1), Тейлор Сандер — 14 (13, 1, 0), Тори Дефалько — 8 (7, 0, 1), Дэниел Макдоннелл — 7 (6, 0, 1), Дэвид Смит — 10 (6, 3, 1), Эрик Шоджи (л), Кавика Шоджи — 2 (0, 0, 2), Гарретт Муагутутия. Россия: Сергей Антипкин, Максим Жигалов — 10 (6, 2, 2), Дмитрий Волков — 10 (7, 1, 2), Егор Феоктистов — 8 (7, 1, 0), Илья Власов — 6 (3, 3, 0), Ильяс Куркаев — 2 (1, 1, 0), Роман Мартынюк (л), Артём Зеленков (л), Дмитрий Ковалёв, Вадим Лихошерстов — 1 (1, 0, 0), Дмитрий Щербинин — 1 (1, 0, 0). Очки — 75:64 (атака — 48:26, блок — 4:8, подача — 7:4, ошибки соперника — 16:26). Время матча — 1:33. Palais des sports. 4600 зрителей. Отчёт. | |
| № 11 (648) | 11 июня. По. Италия — Россия — 2:3 (33:31, 23:25, 25:21, 23:25, 10:15). Мировая лига. Интерконтинентальный раунд      |
| Италия: Симоне Джаннелли — 3 (2, 0, 1), Джулио Сабби — 31 (28, 0, 3), Олег Антонов — 16 (13, 0, 3), Якопо Ботто — 23 (17, 2, 4), Давиде Канделларо — 5 (3, 1, 1), Фабио Риччи — 6 (5, 1, 0), Массимо Колачи (л), Филиппо Ланца (л), Никола Пезарези, Симоне Бути — 1 (1, 0, 0), Лука Веттори — 1 (1, 0, 0), Маттео Пьяно — 1 (0, 1, 0), Луиджи Рандаццо. Россия: Сергей Антипкин — 1 (1, 0, 0), Максим Жигалов — 16 (14, 2, 0), Дмитрий Волков — 19 (15, 0, 4), Егор Феоктистов — 14 (9, 1, 4), Илья Власов — 10 (7, 3, 0), Ильяс Куркаев — 10 (7, 3, 0), Роман Мартынюк (л), Артём Зеленков (л), Дмитрий Ковалёв, Вадим Лихошерстов — 1 (0, 1, 0), Дмитрий Щербинин. Очки — 114:117 (атака — 70:53, блок — 5:10, подача — 12:8, ошибки соперника — 27:46). Время матча — 2:36. Palais des sports. 3200 зрителей. Отчёт.                                 | |
| № 12 (649) | 15 июня. Катовице. Польша — Россия — 0:3 (22:25, 17:25, 21:25). Мировая лига. Интерконтинентальный раунд              |
| Польша: Фабьян Джизга — 1 (1, 0, 0), Давид Конарский — 10 (9, 1, 0), Бартош Курек — 2 (2, 0, 0), Михал Кубяк — 5 (4, 0, 1), Бартломей Леманьский — 4 (2, 2, 0), Матеуш Бенек — 8 (7, 0, 1), Павел Заторский (л), Мацей Музай — 1 (1, 0, 0), Рафал Бушек — 4 (4, 0, 0), Гжегож Ломач — 1 (0, 1, 0), Александр Сливка — 2 (2, 0, 0). Россия: Дмитрий Ковалёв — 6 (1, 4, 1), Максим Жигалов — 16 (13, 2, 1), Дмитрий Волков — 13 (8, 0, 5), Егор Клюка — 11 (9, 2, 0), Илья Власов, Ильяс Куркаев — 7 (5, 2, 0), Роман Мартынюк (л), Артём Зеленков (л), Сергей Антипкин, Вадим Лихошерстов — 1 (0, 0, 1). Очки — 60:75 (атака — 32:36, блок — 4:10, подача — 2:8, ошибки соперника — 22:21). Время матча — 1:26. Spodek. 8500 зрителей. Отчёт. | |
| № 13 (650) | 17 июня. Лодзь. США — Россия — 2:3 (29:31, 25:17, 19:25, 29:27, 13:15). Мировая лига. Интерконтинентальный раунд      |
| США: Мика Кристенсон — 3 (1, 2, 0), Бенжамин Патч — 14 (12, 2, 0), Тейлор Сандер — 28 (24, 3, 1), Тори Дефалько — 12 (9, 1, 2), Джеффри Джендрик — 11 (9, 2, 0), Дэвид Смит — 10 (5, 4, 1), Эрик Шоджи (л), Дастин Уоттен (л), Кавика Шоджи — 2 (1, 0, 1), Гарретт Муагутутия — 1 (0, 0, 1), Карсон Кларк — 5 (5, 0, 0). Россия: Дмитрий Ковалёв — 3 (1, 1, 1), Максим Жигалов — 17 (15, 1, 1), Дмитрий Волков — 12 (11, 1, 0), Егор Клюка — 22 (19, 3, 0), Вадим Лихошерстов — 3 (1, 2, 0), Ильяс Куркаев — 11 (4, 6, 1), Роман Мартынюк (л), Артём Зеленков (л), Сергей Антипкин — 2 (2, 0, 0), Егор Феоктистов — 4 (2, 1, 1), Дмитрий Щербинин — 2 (0, 2, 0). Очки — 115:115 (атака — 66:55, блок — 14:17, подача — 6:4, ошибки соперника — 29:39). Время матча — 2:37. Atlas Arena. 5000 зрителей. Отчёт.                                            | |
| № 14 (651) | 18 июня. Лодзь. Россия — Иран — 3:0 (26:24, 25:18, 25:18). Мировая лига. Интерконтинентальный раунд                   |
| Россия: Дмитрий Ковалёв — 7 (2, 2, 3), Максим Жигалов — 9 (8, 0, 1), Егор Феоктистов — 5 (4, 0, 1), Егор Клюка — 13 (11, 2, 0), Вадим Лихошерстов — 5 (2, 3, 0), Ильяс Куркаев — 11 (7, 3, 1), Роман Мартынюк (л), Артём Зеленков (л), Дмитрий Волков — 6 (6, 0, 0), Сергей Антипкин. Иран: Фархад Салафзун — 2 (1, 0, 1), Реза Гара — 8 (8, 0, 0), Милад Эбадипур — 8 (6, 1, 1), Мойтаба Мирзаянпур — 12 (10, 1, 1), Саман Фаези — 3 (3, 0, 0), Масуд Голами — 4 (1, 3, 0), Мостафа Хейдари (л), Махди Маранди (л), Фархад Гаеми. Очки — 76:60 (атака — 40:29, блок — 10:5, подача — 6:3, ошибки соперника — 20:23). Время матча — 1:20. Atlas Arena. 3300 зрителей. Отчёт. | |
| № 15 (652) | 5 июля. Куритиба. Россия — Канада — 0:3 (23:25, 27:29, 17:25). Мировая лига. Финальный раунд                          |
| Россия: Дмитрий Ковалёв — 4 (2, 2, 0), Максим Жигалов — 7 (5, 2, 0), Дмитрий Волков — 8 (8, 0, 0), Егор Клюка — 11 (11, 0, 0), Вадим Лихошерстов — 4 (3, 1, 0), Ильяс Куркаев — 8 (4, 4, 0), Роман Мартынюк (л), Артём Зеленков (л), Сергей Антипкин, Егор Феоктистов, Александр Чефранов — 1 (0, 1, 0). Канада: Тайлер Сандерс — 1 (0, 1, 0), Шарон Вернон-Эванс — 14 (12, 1, 1), Джон Гордон Перрин — 12 (10, 2, 0), Стивен Тимоти Маар — 12 (11, 1, 0), Янсен Даниэль ван Дорн — 6 (5, 1, 0), Грэм Виграсс — 5 (5, 0, 0), Блэр Банн (л), Джейсон Дерокко, Артур Шварц, Николас Хоаг. Очки — 67:79 (атака — 33:43, блок — 10:6, подача — 0:1, ошибки соперника — 24:29). Время матча — 1:27. Arena da Baixada. 8896 зрителей. Отчёт. | |
| № 16 (653) | 6 июля. Куритиба. Бразилия — Россия — 3:2 (25:18, 18:25, 25:19, 22:25, 16:14). Мировая лига. Финальный раунд          |
| Бразилия: Бруно — 2 (1, 1, 0), Уоллес — 13 (13, 0, 0), Рикардо Лукарелли — 24 (22, 1, 1), Маурисио Боржес — 14 (11, 0, 3), Маурисио Соуза — 4 (3, 1, 0), Лукас — 4 (2, 1, 1), Талес (л), Рафаэл, Эдер — 9 (6, 3, 0), Ренан — 4 (3, 1, 0), Отавио — 3 (3, 0, 0), Родригиньо — 3 (2, 1, 0). Россия: Дмитрий Ковалёв — 4 (1, 2, 1), Максим Жигалов — 17 (16, 1, 0), Дмитрий Волков — 17 (14, 3, 0), Егор Клюка — 10 (8, 2, 0), Дмитрий Щербинин — 1 (1, 0, 0), Ильяс Куркаев — 7 (3, 4, 0), Роман Мартынюк (л), Артём Зеленков (л), Вадим Лихошерстов — 8 (2, 5, 1), Сергей Антипкин. Очки — 106:101 (атака — 66:45, блок — 9:17, подача — 5:2, ошибки соперника — 26:37). Время матча — 2:12. Arena da Baixada. 14 390 зрителей. Отчёт. | |
| № 17 (654) | 24 августа. Краков. Болгария — Россия — 0:3 (23:25, 20:25, 19:25). Чемпионат Европы. Предварительный этап             |
| Болгария: Георгий Братоев — 6 (3, 1, 2), Цветан Соколов — 12 (12, 0, 0), Розалин Пенчев — 17 (14, 3, 0), Николай Пенчев — 5 (5, 0, 0), Виктор Йосифов — 2 (1, 1, 0), Николай Николов — 7 (5, 2, 0), Теодор Салпаров (л), Тодор Скримов, Владислав Иванов. Россия: Сергей Гранкин — 1 (0, 1, 0), Максим Михайлов — 12 (10, 0, 2), Дмитрий Волков — 12 (10, 1, 1), Юрий Бережко — 11 (8, 3, 0), Артём Вольвич — 9 (7, 2, 0), Ильяс Куркаев — 8 (6, 2, 0), Валентин Голубев (л), Роман Мартынюк (л), Максим Жигалов — 1 (0, 0, 1), Андрей Ащев. Очки — 62:75 (атака — 40:41, блок — 7:9, подача — 2:4, ошибки соперника — 13:21). Время матча — 1:25. Tauron Arena Kraków. 2163 зрителя. Отчёт. | |
| № 18 (655) | 26 августа. Краков. Россия — Словения — 3:0 (27:25, 30:28, 25:22). Чемпионат Европы. Предварительный этап             |
| Россия: Сергей Гранкин — 1 (0, 1, 0), Максим Михайлов — 15 (12, 1, 2), Дмитрий Волков — 12 (9, 2, 1), Юрий Бережко — 8 (7, 1, 0), Артём Вольвич — 10 (6, 4, 0), Ильяс Куркаев — 1 (1, 0, 0), Валентин Голубев (л), Роман Мартынюк (л), Илья Власов — 7 (4, 3, 0), Максим Жигалов — 4 (1, 0, 3), Александр Бутько, Егор Феоктистов. Словения: Деян Винчич — 2 (1, 1, 0), Тончек Штерн — 14 (13, 1, 0), Ален Шкет — 13 (12, 0, 1), Тине Урнаут — 10 (9, 0, 1), Ален Паенк — 7 (5, 1, 1), Ян Козамерник — 7 (4, 2, 1), Яни Ковачич (л), Зига Штерн, Грегор Ропрет — 2 (0, 2, 0). Очки — 82:75 (атака — 40:44, блок — 12:7, подача — 6:4, ошибки соперника — 24:20). Время матча — 1:39. Tauron Arena Kraków. 2772 зрителя. Отчёт. | |
| № 19 (656) | 28 августа. Краков. Россия — Испания — 3:0 (25:19, 25:13, 25:23). Чемпионат Европы. Предварительный этап              |
| Россия: Сергей Гранкин — 1 (1, 0, 0), Максим Михайлов — 18 (14, 2, 2), Дмитрий Волков — 13 (10, 1, 2), Юрий Бережко, Илья Власов — 9 (6, 3, 0), Артём Вольвич — 6 (5, 1, 0), Валентин Голубев (л), Роман Мартынюк (л), Максим Жигалов — 1 (0, 0, 1), Егор Клюка — 4 (3, 1, 0), Александр Бутько, Ильяс Куркаев — 6 (4, 1, 1). Испания: Анхель Тринидад — 3 (1, 1, 1), Аугусто Колито — 11 (8, 1, 2), Серхио Нода — 4 (4, 0, 0), Хуан Мануэль Гонсалес — 6 (4, 1, 1), Хорхе Фернандес — 2 (2, 0, 0), Мигель Анхель Форнес — 6 (6, 0, 0), Даниель Руис (л), Франсиско Руис — 4 (3, 0, 1), Хорхе Альманса — 1 (1, 0, 0), Алехандро Вихиль. Очки — 75:55 (атака — 43:29, блок — 9:3, подача — 6:5, ошибки соперника — 17:18). Время матча — 1:19. Tauron Arena Kraków. 2267 зрителей. Отчёт.                                                                 | |
| № 20 (657) | 31 августа. Краков. Россия — Словения — 3:0 (25:17, 25:19, 25:19). Чемпионат Европы. 1/4 финала                       |
| Россия: Сергей Гранкин — 1 (0, 1, 0), Максим Михайлов — 13 (11, 1, 1), Дмитрий Волков — 12 (8, 3, 1), Юрий Бережко — 10 (6, 3, 1), Илья Власов — 6 (3, 3, 0), Артём Вольвич — 8 (6, 2, 0), Валентин Голубев (л), Роман Мартынюк (л), Максим Жигалов, Егор Феоктистов. Словения: Деян Винчич, Митя Гаспарини — 2 (2, 0, 0), Ален Шкет — 8 (8, 0, 0), Тине Урнаут — 12 (12, 0, 0), Ален Паенк — 5 (5, 0, 0), Ян Козамерник — 3 (0, 2, 1), Яни Ковачич (л), Зига Штерн, Тончек Штерн — 3 (3, 0, 0), Даниел Концилья, Грегор Ропрет. Очки — 75:55 (атака — 34:30, блок — 13:2, подача — 3:1, ошибки соперника — 25:22). Время матча — 1:19. Tauron Arena Kraków. 3571 зритель. Отчёт. | |
| № 21 (658) | 2 сентября. Краков. Россия — Бельгия — 3:0 (25:14, 25:17, 25:17). Чемпионат Европы. 1/2 финала                        |
| Россия: Сергей Гранкин — 1 (1, 0, 0), Максим Михайлов — 13 (9, 1, 3), Дмитрий Волков — 18 (12, 4, 2), Юрий Бережко — 6 (4, 0, 2), Илья Власов — 8 (6, 2, 0), Артём Вольвич — 5 (4, 0, 1), Валентин Голубев (л), Роман Мартынюк (л), Максим Жигалов — 1 (0, 0, 1), Егор Клюка — 5 (5, 0, 0), Александр Бутько. Бельгия: Маттиас Валкирс — 1 (1, 0, 0), Брам Ван ден Дрис — 4 (4, 0, 0), Сэм Деро — 5 (5, 0, 0), Томас Руссо — 10 (10, 0, 0), Петер Верхес — 1 (1, 0, 0), Симон Ван де Ворде — 7 (2, 4, 1), Лови Штойер (л), Йелле Риббенс (л), Рубен Ван Хиртум — 1 (1, 0, 0), Франсуа Лекат, Герт Ван Валле — 5 (3, 0, 2), Стейн Д’Хюльст, Кевин Клинкенберг, Арно Ван де Велде. Очки — 75:48 (атака — 41:27, блок — 7:4, подача — 9:3, ошибки соперника — 18:14). Время матча — 1:16. Tauron Arena Kraków. 9716 зрителей. Отчёт.                        | |
| № 22 (659) | 3 сентября. Краков. Германия — Россия — 2:3 (19:25, 25:20, 22:25, 25:17, 13:15). Чемпионат Европы. Финал              |
| Германия: Лукас Кампа — 3 (2, 1, 0), Георг Грозер — 27 (19, 4, 4), Кристиан Фромм — 11 (7, 3, 1), Денис Калиберда — 13 (11, 0, 2), Маркус Бёме — 7 (4, 3, 0), Тобиас Крик — 14 (12, 1, 1), Юлиан Ценгер (л), Рубен Шотт — 2 (2, 0, 0), Симон Хирш, Ян Циммерман. Россия: Сергей Гранкин — 2 (2, 0, 0), Максим Михайлов — 19 (18, 1, 0), Дмитрий Волков — 14 (7, 4, 3), Юрий Бережко — 3 (3, 0, 0), Илья Власов — 7 (5, 1, 1), Артём Вольвич — 7 (5, 1, 1), Валентин Голубев (л), Роман Мартынюк (л), Максим Жигалов — 4 (2, 0, 2), Егор Клюка — 4 (3, 1, 0), Александр Бутько — 1 (0, 1, 0), Ильяс Куркаев — 6 (4, 2, 0). Очки — 104:102 (атака — 55:49, блок — 12:11, подача — 10:7, ошибки соперника — 27:35). Время матча — 2:11. Tauron Arena Kraków. 10 592 зрителя. Отчёт.                                                                         | |

## Неофициальные матчи
| Товарищеский матч |
| 21 мая. Таллин. Эстония — Россия — 0:3 (22:25, 20:25, 21:25) Эстония: Керт Тообал, Оливер Венно — 15, Роберт Тяхт — 12, Андрус Раадик — 10, Ардо Креэк — 9, Андри Аганитс — 1, Райт Рикберг (л), Кристо Колло — 2, Март Наабер, Андрес Тообал — 1. Россия: Сергей Гранкин, Максим Михайлов — 10, Юрий Бережко — 3, Егор Клюка — 8, Артём Вольвич — 5, Ильяс Куркаев — 6, Артём Ермаков (л), Роман Мартынюк (л), Дмитрий Ковалёв — 5, Дмитрий Волков — 2, Максим Жигалов — 10, Илья Власов — 1, Вадим Лихошерстов — 2. |
| Мемориал Вагнера в Кракове |
| 11 августа. Россия — Канада — 3:1 (25:23, 29:27, 22:25, 25:17) Россия: Сергей Гранкин — 4, Максим Михайлов — 20, Дмитрий Волков — 17, Александр Маркин — 5, Артём Вольвич — 9, Ильяс Куркаев — 11, Валентин Голубев (л), Роман Мартынюк (л), Максим Жигалов, Егор Феоктистов — 4, Алексей Остапенко — 2, Александр Бутько, Юрий Бережко. Канада: Тайлер Сандерс — 3, Шарон Вернон-Эванс — 14, Джейсон Дерокко — 1, Райли Барнс — 4, Янсен Даниэль ван Дорн — 4, Грэм Виграсс, Блэр Банн (л), Брайан Дюкетт (л), Николас Хоаг — 8, Артур Шварц — 10, Стивен Маршалл — 9, Лукас ван Беркел — 10, Брэдли Гунтер — 5, Бретт Уолш. |
| 12 августа. Россия — Франция — 2:3 (25:21, 18:25, 25:21, 18:25, 10:15) Россия: Сергей Гранкин, Максим Михайлов — 4, Дмитрий Волков — 12, Александр Маркин — 2, Артём Вольвич — 4, Ильяс Куркаев — 13, Валентин Голубев (л), Роман Мартынюк (л), Максим Жигалов — 9, Егор Феоктистов — 6, Алексей Остапенко — 3, Александр Бутько — 4, Юрий Бережко — 7. Франция: Бенжамен Тоньютти — 1, Стефан Буайе — 19, Жюльен Линель — 19, Тибо Россар — 1, Кевин Ле Ру — 7, Николя Ле Гофф — 6, Женя Гребенников (л), Антуан Бризар, Тревор Клевено — 15, Бартелеми Шинениезе — 8.                                                       |
| 13 августа. Россия — Польша — 2:3 (25:16, 25:19, 20:25, 22:25, 12:15) Россия: Сергей Гранкин — 2, Максим Михайлов — 23, Дмитрий Волков — 13, Александр Маркин — 2, Артём Вольвич — 9, Ильяс Куркаев — 14, Валентин Голубев (л), Роман Мартынюк (л), Максим Жигалов — 5, Егор Феоктистов, Алексей Остапенко, Александр Бутько — 1, Юрий Бережко — 3. Польша: Гжегож Ломач — 3, Мацей Музай — 6, Артур Шальпук — 22, Рафал Бушек — 3, Лукаш Висневский, Матеуш Бенек — 2, Дамьян Войташек (л), Бартломей Леманьский — 7, Фабьян Джизга, Александр Сливка — 10, Якуб Кохановский — 9, Лукаш Качмарек — 15.                       |

## Игроки сборной в 2017 году
В официальных матчах сборной России в 2017 году принимали участие 24 волейболиста.
| Игрок              | Год рождения | Амплуа       | Клуб                     | Турниры и игры | Турниры и игры | Турниры и игры | Всего матчей | Очки              |
| Игрок              | Год рождения | Амплуа       | Клуб                     | ОЧМ            | МЛ             | ЧЕ             | Всего матчей | Очки              |
| ------------------ | ------------ | ------------ | ------------------------ | -------------- | -------------- | -------------- | ------------ | ----------------- |
| Сергей Антипкин    | 1986         | связующий    | «Динамо» М               |                | 8 (2)          |                | 8            | 7 (3, 0, 4)       |
| Андрей Ащев        | 1983         | блокирующий  | «Зенит» СПб              |                |                | 1 (—)          | 1            |                   |
| Юрий Бережко       | 1984         | доигровщик   | «Динамо» М               | 5 (5)          |                | 6 (6)          | 11           | 71 (53, 11, 7)    |
| Денис Бирюков      | 1988         | доигровщик   | «Динамо» М               |                | 4 (4)          |                | 4            | 38 (25, 11, 2)    |
| Александр Бутько   | 1986         | связующий    | «Зенит» Кз               |                |                | 4 (—)          | 4            | 1 (0, 1, 0)       |
| Илья Власов        | 1995         | блокирующий  | «Факел»                  | 5 (1)          | 7 (7)          | 5 (4)          | 17           | 119 (79, 38, 2)   |
| Дмитрий Волков     | 1995         | доигровщик   | «Факел»                  | 5 (1)          | 9 (7)          | 6 (6)          | 20           | 214 (161, 22, 31) |
| Артём Вольвич      | 1990         | блокирующий  | «Зенит» Кз               | 4 (4)          |                | 6 (6)          | 10           | 77 (56, 18, 3)    |
| Валентин Голубев   | 1992         | либеро       | «Локомотив»              |                |                | 6              | 6            |                   |
| Сергей Гранкин     | 1985         | связующий    | «Динамо» М, «Белогорье»  | 4 (3)          |                | 6 (6)          | 10           | 12 (5, 6, 1)      |
| Артём Ермаков      | 1982         | либеро       | «Динамо» М               | 5              |                |                | 5            |                   |
| Максим Жигалов     | 1989         | диагональный | «Белогорье»              | 5 (2)          | 11 (11)        | 6 (—)          | 22           | 200 (151, 19, 30) |
| Артём Зеленков     | 1989         | либеро       | «Динамо-ЛО», «Зенит» СПб |                | 8              |                | 8            |                   |
| Александр Кимеров  | 1996         | диагональный | «Факел», «Динамо» М      |                | 1 (—)          |                | 1            | 2 (2, 0, 0)       |
| Егор Клюка         | 1995         | доигровщик   | «Факел»                  | 4 (4)          | 8 (8)          | 3 (—)          | 15           | 156 (131, 20, 5)  |
| Дмитрий Ковалёв    | 1991         | связующий    | «Урал»                   | 4 (2)          | 11 (8)         |                | 15           | 39 (12, 18, 9)    |
| Ильяс Куркаев      | 1994         | блокирующий  | «Локомотив»              | 4 (4)          | 11 (11)        | 4 (2)          | 19           | 127 (81, 41, 5)   |
| Вадим Лихошерстов  | 1989         | блокирующий  | «Факел»                  | 2 (1)          | 7 (3)          |                | 9            | 31 (15, 13, 3)    |
| Роман Мартынюк     | 1987         | либеро       | «Белогорье», «Локомотив» | 5              | 11             | 6              | 22           |                   |
| Максим Михайлов    | 1988         | диагональный | «Зенит» Кз               | 4 (3)          |                | 6 (6)          | 10           | 139 (111, 10, 18) |
| Павел Панков       | 1995         | связующий    | «Кузбасс», «Зенит» СПб   |                | 2 (1)          |                | 2            | 5 (1, 1, 3)       |
| Егор Феоктистов    | 1993         | доигровщик   | «Урал»                   |                | 6 (3)          | 2 (—)          | 8            | 38 (28, 3, 7)     |
| Александр Чефранов | 1987         | диагональный | «Газпром-Югра»           |                | 1 (—)          |                | 1            | 1 (0, 1, 0)       |
| Дмитрий Щербинин   | 1989         | блокирующий  | «Динамо» М               |                | 4 (1)          |                | 4            | 4 (2, 2, 0)       |